# Ana Leszczynska
Ana Leszczynska (Trzebnica, 25 de mayo de 1699 – Gräfinthal, 24 de junio de 1717), princesa de Polonia, fue la primógenita del rey Estanislao I de Polonia y de su esposa, la reina Catalina Opalinska.

## Biografía

### Primeros años
Ana era la hija mayor de Estanislao I de Polonia (quien se convirtió en rey de Polonia en 1704 y más tarde en Duque de Lorena) y de su esposa, la condesa Catalina Opalinska. Fue nombrada en honor de su abuela paterna, la princesa Ana Jablonowska.
Su única hermana, María, nació en 1703 y se convirtió en reina consorte de Francia a través de su matrimonio con Luis XV. Entre sus dos hijas, Ana parecía ser la favorita del rey Estanislao, y le dio una esmerada educación.

## Muerte

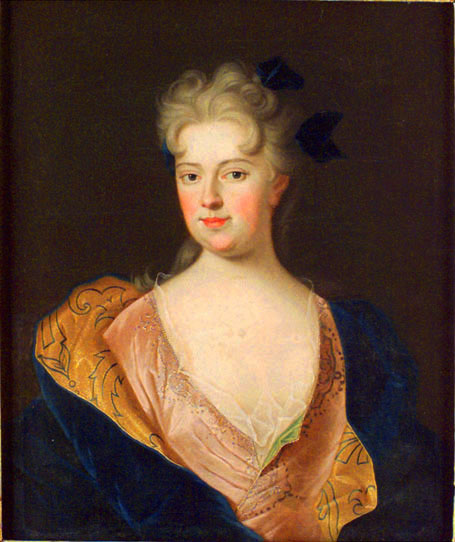
Retrato de Ana en 1712.

Ana murió de neumonía en Gräfinthal, a los 18 años de edad, en el distrito de Mandelbachtal en Saarpfalz-Kreis. Su padre mandó llamar a numerosos médicos a su cama, lo que probablemente aceleró su muerte por las purgas y sangrías que le realizaban. 
Su muerte devastó a la familia Leszczynski, especialmente a su padre. El Rey Estanislao le prohibió a su segunda hija María, pronunciar el nombre de Ana de nuevo ante él e incluso cuando estaban en presencia de su marido el rey Luis XV, que años más tarde se sorprendió al enterarse de que había tenido una hermana.

## Ascendencia
| María Leszczynska | Padre: Estanislao I Leszczynski | Abuelo paterno: Rafael Leszczynski    | Bisabuelo paterno: Boguslaw Leszczynski         |
| María Leszczynska | Padre: Estanislao I Leszczynski | Abuelo paterno: Rafael Leszczynski    | Bisabuela paterna: Ana Gräfin Dönhoff           |
| María Leszczynska | Padre: Estanislao I Leszczynski | Abuela paterna: Ana Jablonowska       | Bisabuelo paterno: Estanislao Jablonowski       |
| María Leszczynska | Padre: Estanislao I Leszczynski | Abuela paterna: Ana Jablonowska       | Bisabuela paterna: Mariana Kazanowska           |
| María Leszczynska | Madre: Catalina Opalinska       | Abuelo materno: Juan Carlos Opalinski | Bisabuelo materno: Cristián Opalinski           |
| María Leszczynska | Madre: Catalina Opalinska       | Abuelo materno: Juan Carlos Opalinski | Bisabuela materna: Teresa Constanza Czarnkowska |
| María Leszczynska | Madre: Catalina Opalinska       | Abuela materna: Zofia Czarnkowska     | Bisabuelo materno: Adam Uriel Czarnkowski       |
| María Leszczynska | Madre: Catalina Opalinska       | Abuela materna: Zofia Czarnkowska     | Bisabuela materna: Teresa Zaleska               |